# 퍼티

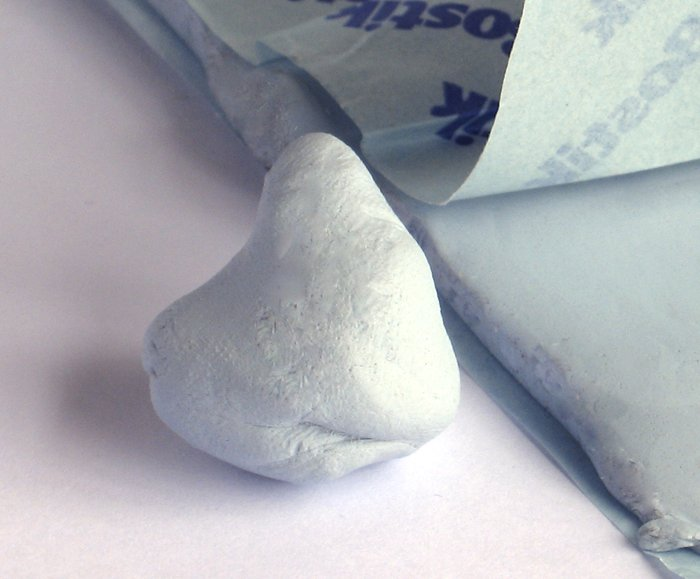

퍼티(putty)는 건축 재료의 일종이다. 퍼티는 가소성이 높은 재료로 질감이 점토나 반죽과 비슷하며 일반적으로 국내 건설 및 수리에 실런트 또는 필러로 사용된다. 일부 유형의 퍼티(일반적으로 아마인유를 사용하는 퍼티)는 천천히 중합되어 뻣뻣해지지만, 일반적으로 상대적으로 빠르게 굳는 다른 유형의 필러와 달리 많은 퍼티는 무한정 재작업이 가능하다.